# Закон разбавления Оствальда
Закон разбавления Оствальда — соотношение, выражающее зависимость эквивалентной электропроводности разбавленного раствора бинарного слабого электролита от концентрации раствора:
{\displaystyle \mathrm {K={\frac {c\lambda ^{2}}{{1}-\lambda }}} .}
Здесь {\displaystyle \mathrm {K} } — константа диссоциации электролита, {\displaystyle c} — концентрация, {\displaystyle \lambda } и {\displaystyle \lambda _{1}} — значения эквивалентной электропроводности при концентрации {\displaystyle c} и при бесконечном разбавлении соответственно. Соотношение является следствием закона действующих масс и равенства
{\displaystyle \mathrm {{\frac {\lambda }{\lambda _{\mathcal {1}}}}=\alpha ,} }
где {\displaystyle \alpha } — степень диссоциации.
Закон разбавления Оствальда выведен В.Оствальдом в 1888 году и им же подтвержден опытным путём. Экспериментальное установление правильности закона разбавления Оствальда имело большое значение для обоснования теории электролитической диссоциации.